# Сто днів після дитинства
«Сто днів після дитинства» (рос. «Сто дней посля детства») — російський радянський художній фільм 1975 року режисера Сергія Соловйова. Фільм починає трилогію, продовжену стрічками «Рятівник» та «Спадкоємиця по прямій».

## Сюжет
У піонерському таборі, розташованому поруч із старовинною садибою, хлопці разом з вожатим зайняті постановкою лермонтовського «Маскараду». Молодий Дмитро знаходить тут справжню дружбу і пізнає радість і гіркоту першого кохання…

## У ролях
- Борис Токарєв
- Тетяна Друбич
- Ірина Малишева
- Юрій Агілін
- Ніна Меншикова
- Сергій Шакуров
- Аріна Алейникова
- Андрій Звягін
- Юрій Соркін
- Тетяна Юрінова
- Сергій Хлєбніков

## Творча група
- Сценарій: Олександр Александров, Сергій Соловйов
- Режисер: Сергій Соловйов
- Оператор: Леонід Калашников
- Композитор: Ісаак Шварц